# Chlamydonotum nigreradiatum
Chlamydonotum nigreradiatum är en tvåvingeart som beskrevs av Lindner 1949. Chlamydonotum nigreradiatum ingår i släktet Chlamydonotum och familjen vapenflugor. Inga underarter finns listade i Catalogue of Life.